# Wake Village (Teksas)
Wake Village je grad u američkoj saveznoj državi Teksas. Prema popisu stanovništva iz 2010. u njemu je živjelo 5.492 stanovnika.